# 洛卡斯特格羅夫 (阿肯色州)
洛卡斯特格羅夫（英語：Locust Grove）是位於美國阿肯色州獨立縣的一個非建制地區。該地的面積和人口皆未知。

## 地理
洛卡斯特格羅夫的座標為35°43′15″N 91°44′19″W / 35.72083°N 91.73861°W，而該地的平均海拔高度為94米（即308英尺）。